# Locris vulcani
Locris vulcani är en insektsart som beskrevs av Jacobi 1910. Locris vulcani ingår i släktet Locris och familjen spottstritar. Inga underarter finns listade i Catalogue of Life.